# VfR 만하임
VfR 만하임은 독일 바덴뷔르템베르크주, 만하임을 연고로 하는 축구 클럽이다. 이 팀은 1896년에 창단되었으며, 현재 오버리가에 출전하고 있다.

## 역대 감독
| 감독        | 임기        |
| ----------- | ----------- |
| 루돌프 보머 | 1997 ~ 1998 |